# سباق نوكير كويرز 2022
سباق نوكير كويرز 2022 (بالفرنسية: Nokere Koerse 2022)‏ هو سباق دراجات هوائية، وهو الموسم رقم 76 من سباق نوكير كويرز، وأقيم في 16 مارس 2022 ضمن سباقات سلسلة سباقات الاتحاد الدولي للدراجات للمحترفين 2022.
فاز بالمركز الأول تيم ميرلير، وبالمركز الثاني ماكس والشيد، وبالمركز الثالث ارنو دي لاي.

## الفرق
| فرق عالمية (10)- Bora-Hansgrohe - Cofidis - Groupama-FDJ - Intermarché-Wanty-Gobert Matériaux - Israel-Premier Tech - Lotto-Soudal - Quick-Step Alpha Vinyl - Team DSM - Trek-Segafredo - UAE Team Emirates فرق برو (8)- Alpecin-Fenix - Arkéa-Samsic - بي آند بي هوتيلز 2022 ‏ - Bardiani-CSF-Faizanè - بنجوال باوليز ساوكس دبليو بي 2022 ‏ - Human Powered Health - سبورت فلاندرين بالويس 2022 ‏ - أونو اكس برو سايكلنج تيم 2022 ‏ فرق قارية (2)- Minerva Cycling Team ‏ - سوبرانو هام ايزوريكس 2022 ‏ |  |
| |  |

## المشاركون
| بنجوال باوليز ساوكس دبليو بي ‏ BWB | بنجوال باوليز ساوكس دبليو بي ‏ BWB | بنجوال باوليز ساوكس دبليو بي ‏ BWB |
| --------------------------------- | --------------------------------- | --------------------------------- |
| م                                 | عداء                              | مرتبة                             |
| 1                                 | Ludovic Robeet ‏                   | 41                                |
| 2                                 | Louis Blouwe ‏                     | لم يكمل السباق                    |
| 3                                 | تيموثي دوبونت                     | 51                                |
| 4                                 | Milan Menten ‏                     | 15                                |
| 5                                 | Laurenz Rex ‏                      | 24                                |
| 6                                 | Mathijs Paasschens ‏               | 80                                |
| 7                                 | Tom Wirtgen ‏                      | 93                                |

| Quick-Step Alpha Vinyl QST | Quick-Step Alpha Vinyl QST | Quick-Step Alpha Vinyl QST |
| -------------------------- | -------------------------- | -------------------------- |
| م                          | عداء                       | مرتبة                      |
| 11                         | Iljo Keisse ‏               | 105                        |
| 12                         | ماورو شميد                 | 22                         |
| 13                         | Stijn Steels ‏              | 106                        |
| 14                         | Jannik Steimle ‏            | 10                         |
| 15                         | Bert Van Lerberghe ‏        | 4                          |
| 17                         | Ethan Vernon ‏              | 11                         |

| Bora-Hansgrohe BOH | Bora-Hansgrohe BOH | Bora-Hansgrohe BOH |
| ------------------ | ------------------ | ------------------ |
| م                  | عداء               | مرتبة              |
| 21                 | Shane Archbold ‏    | 74                 |
| 22                 | باتريك غامبر       | 32                 |
| 23                 | يوناس كوخ          | 12                 |
| 24                 | Martin Laas ‏       | لم يكمل السباق     |
| 25                 | Jordi Meeus ‏       | لم يبدأ            |
| 26                 | لوكاس بوستلبيرغر   | لم يكمل السباق     |
| 27                 | Matt Walls ‏        | لم يكمل السباق     |

| UAE Team Emirates UAD | UAE Team Emirates UAD | UAE Team Emirates UAD |
| --------------------- | --------------------- | --------------------- |
| م                     | عداء                  | مرتبة                 |
| 31                    | روي أوليفيرا          | 37                    |
| 32                    | باسكال أكرمان         | 9                     |
| 33                    | Finn Fisher-Black ‏    | 108                   |
| 34                    | فيليكس جروس           | 67                    |
| 35                    | فيجارد ستيك لاينجن    | 60                    |
| 36                    | جويل سوتير            | 112                   |
| 37                    | Oliviero Troia ‏       | 61                    |

| Trek-Segafredo TFS | Trek-Segafredo TFS | Trek-Segafredo TFS |
| ------------------ | ------------------ | ------------------ |
| م                  | عداء               | مرتبة              |
| 41                 | جون ابرستوري       | 92                 |
| 42                 | Marc Brustenga ‏    | لم يكمل السباق     |
| 43                 | Jakob Egholm ‏      | لم يكمل السباق     |
| 44                 | Daan Hoole ‏        | 82                 |
| 45                 | Emīls Liepiņš ‏     | 77                 |
| 46                 | Otto Vergaerde ‏    | 30                 |

| Groupama-FDJ GFC | Groupama-FDJ GFC         | Groupama-FDJ GFC |
| ---------------- | ------------------------ | ---------------- |
| م                | عداء                     | مرتبة            |
| 51               | Lewis Askey ‏             | 13               |
| 52               | Clément Davy ‏            | 44               |
| 53               | ماثيو لاداجنوس           | 35               |
| 54               | Fabian Lienhard ‏         | 29               |
| 55               | مايلز سكوتسون            | 27               |
| 56               | Samuel Watson (cyclist) ‏ | 59               |
| 57               | Bram Welten ‏             | 5                |

| Intermarché-Wanty-Gobert Matériaux IWG | Intermarché-Wanty-Gobert Matériaux IWG | Intermarché-Wanty-Gobert Matériaux IWG |
| -------------------------------------- | -------------------------------------- | -------------------------------------- |
| م                                      | عداء                                   | مرتبة                                  |
| 61                                     | Boy van Poppel ‏                        | 14                                     |
| 62                                     | Julius Johansen ‏                       | 78                                     |
| 63                                     | Barnabás Peák ‏                         | 25                                     |
| 65                                     | Gerben Thijssen ‏                       | 21                                     |
| 66                                     | Kévin Van Melsen ‏                      | 47                                     |
| 67                                     | Tom Devriendt ‏                         | 109                                    |

| Israel-Premier Tech IPT | Israel-Premier Tech IPT | Israel-Premier Tech IPT |
| ----------------------- | ----------------------- | ----------------------- |
| م                       | عداء                    | مرتبة                   |
| 71                      | رودي باربير             | 48                      |
| 72                      | جينثي بيرمانز ‏          | 16                      |
| 73                      | Marco Frigo ‏            | 56                      |
| 74                      | تاج جونز ‏               | 52                      |
| 75                      | Antonio Puppio ‏         | 57                      |
| 76                      | قاي ساقيف               | 96                      |
| 77                      | توم فان أسبروك          | 17                      |

| Cofidis COF | Cofidis COF               | Cofidis COF |
| ----------- | ------------------------- | ----------- |
| م           | عداء                      | مرتبة       |
| 81          | بيت اليجارت               | 19          |
| 82          | Wesley Kreder ‏            | 58          |
| 83          | André Carvalho (cyclist) ‏ | 31          |
| 84          | Kenneth Vanbilsen ‏        | 85          |
| 85          | Jelle Wallays ‏            | 76          |
| 86          | ماكس والشيد               | 2           |

| لوتو سودال LTS | لوتو سودال LTS      | لوتو سودال LTS |
| -------------- | ------------------- | -------------- |
| م              | عداء                | مرتبة          |
| 91             | فكتور كامبنارتس     | 26             |
| 92             | ارنو دي لاي         | 3              |
| 93             | Cédric Beullens ‏    | 42             |
| 94             | ميكل شوارزمان       | لم يكمل السباق |
| 95             | توماس دي جيندت      | لم يكمل السباق |
| 96             | سيباستيان غرينيار ‏  | 98             |
| 97             | Florian Vermeersch ‏ | 45             |

| Team DSM DSM | Team DSM DSM             | Team DSM DSM   |
| ------------ | ------------------------ | -------------- |
| م            | عداء                     | مرتبة          |
| 101          | سيس بول                  | لم يكمل السباق |
| 102          | Pavel Bittner ‏           | 38             |
| 103          | Leon Heinschke ‏          | 110            |
| 104          | Jonas Iversby Hvideberg ‏ | 40             |
| 105          | Niklas Märkl ‏            | 33             |
| 106          | سام ويلسفورد             | 50             |
| 107          | Casper van Uden ‏         | 62             |

| Alpecin-Fenix AFC | Alpecin-Fenix AFC                | Alpecin-Fenix AFC |
| ----------------- | -------------------------------- | ----------------- |
| م                 | عداء                             | مرتبة             |
| 111               | تيم ميرلير                       | 1                 |
| 112               | فلوريس دي تير                    | 64                |
| 113               | Maurice Ballerstedt ‏             | 81                |
| 114               | ألكسندر كرايغر                   | 113               |
| 115               | إدوارد بلانكايرتإدوارد بلانكايرت | 54                |
| 116               | Scott Thwaites ‏                  | 34                |
| 117               | Fabio Van den Bossche ‏           | لم يكمل السباق    |

| فيتال كونسبت ‏ BBK | فيتال كونسبت ‏ BBK  | فيتال كونسبت ‏ BBK |
| ----------------- | ------------------ | ----------------- |
| م                 | عداء               | مرتبة             |
| 122               | سيريل غوتييه       | 39                |
| 123               | كوينتين جوريغوي    | 53                |
| 124               | بيير باربييه       | 8                 |
| 125               | Raphaël Parisella ‏ | 89                |
| 126               | Adrien Lagrée ‏     | 91                |
| 127               | ميغيل هايدمان ‏     | 72                |

| Bardiani CSF Faizanè BCF | Bardiani CSF Faizanè BCF | Bardiani CSF Faizanè BCF |
| ------------------------ | ------------------------ | ------------------------ |
| م                        | عداء                     | مرتبة                    |
| 131                      | إنريكو باتاغلين          | 100                      |
| 132                      | Johnatan Cañaveral ‏      | لم يكمل السباق           |
| 133                      | Luca Colnaghi ‏           | 102                      |
| 135                      | Alessandro Santaromita ‏  | لم يكمل السباق           |
| 136                      | Enrico Zanoncello ‏       | لم يكمل السباق           |
| 137                      | Samuele Zoccarato ‏       | 111                      |

| Human Powered Health HPM | Human Powered Health HPM | Human Powered Health HPM |
| ------------------------ | ------------------------ | ------------------------ |
| م                        | عداء                     | مرتبة                    |
| 141                      | روبن كاربنتر             | 104                      |
| 142                      | Pier-André Côté ‏         | 90                       |
| 143                      | أوقست جنسن               | 68                       |
| 144                      | كيج هيشت                 | لم يكمل السباق           |
| 145                      | كولن جويس                | 103                      |
| 147                      | Nickolas Zukowsky ‏       | 28                       |

| سبورت فلاندرين بالويس ‏ SVB | سبورت فلاندرين بالويس ‏ SVB | سبورت فلاندرين بالويس ‏ SVB |
| -------------------------- | -------------------------- | -------------------------- |
| م                          | عداء                       | مرتبة                      |
| 151                        | Ruben Apers ‏               | 83                         |
| 152                        | Vito Braet ‏                | 65                         |
| 153                        | غيليس دي وايلد ‏            | 49                         |
| 154                        | آرنه ماريت ‏                | 46                         |
| 155                        | Aaron Van Poucke ‏          | 95                         |
| 156                        | Kenneth Van Rooy ‏          | 20                         |
| 157                        | Aaron Verwilst ‏            | 69                         |

| Arkéa-Samsic ARK | Arkéa-Samsic ARK   | Arkéa-Samsic ARK |
| ---------------- | ------------------ | ---------------- |
| م                | عداء               | مرتبة            |
| 161              | هوغو هوفستيتر      | 7                |
| 162              | Christophe Noppe ‏  | 55               |
| 163              | Benjamin Declercq ‏ | 23               |
| 164              | Dayer Quintana ‏    | 84               |
| 165              | Markus Pajur ‏      | 75               |
| 166              | ميشيل رييس         | لم يكمل السباق   |
| 167              | Kévin Vauquelin ‏   | 36               |

| أونو-إكس موبيليتي ‏ UXT | أونو-إكس موبيليتي ‏ UXT | أونو-إكس موبيليتي ‏ UXT |
| ---------------------- | ---------------------- | ---------------------- |
| م                      | عداء                   | مرتبة                  |
| 171                    | كريستوفر هالفورسن      | 97                     |
| 172                    | Tord Gudmestad ‏        | 70                     |
| 173                    | لاسي نورمان هانسن      | لم يكمل السباق         |
| 174                    | Morten Hulgaard ‏       | 63                     |
| 175                    | أندرس سكارسيث          | 43                     |
| 176                    | راسموس تيلر            | 6                      |
| 177                    | Søren Wærenskjold ‏     | 18                     |

| سوبرانو هام ايزوريكس ‏ TIS | سوبرانو هام ايزوريكس ‏ TIS | سوبرانو هام ايزوريكس ‏ TIS |
| ------------------------- | ------------------------- | ------------------------- |
| م                         | عداء                      | مرتبة                     |
| 181                       | Maxime De Poorter ‏        | 99                        |
| 182                       | Andreas Goeman‏            | 71                        |
| 183                       | Sander Lemmens‏            | 79                        |
| 184                       | Elias Van Breussegem ‏     | 107                       |
| 185                       | Brent Van De Kerkhove ‏    | 88                        |
| 186                       | Kobe Vanoverschelde‏       | 87                        |
| 187                       | Thibau Verhofstadt‏        | 101                       |

| Minerva Cycling Team ‏ MCT | Minerva Cycling Team ‏ MCT | Minerva Cycling Team ‏ MCT |
| ------------------------- | ------------------------- | ------------------------- |
| م                         | عداء                      | مرتبة                     |
| 191                       | Enrico Dhaeye‏             | 86                        |
| 192                       | Gil D'Heygere ‏            | لم يكمل السباق            |
| 193                       | Thomas Joseph ‏            | 73                        |
| 194                       | Stefano Museeuw ‏          | لم يكمل السباق            |
| 195                       | Kasper Saver ‏             | 66                        |
| 196                       | Matthew Van Schoor‏        | 94                        |
| 197                       | Thimo Willems ‏            | لم يكمل السباق            |

| بنجوال باوليز ساوكس دبليو بي ‏ BWB | بنجوال باوليز ساوكس دبليو بي ‏ BWB | بنجوال باوليز ساوكس دبليو بي ‏ BWB |
| --------------------------------- | --------------------------------- | --------------------------------- |
| م                                 | عداء                              | مرتبة                             |
| 1                                 | Ludovic Robeet ‏                   | 41                                |
| 2                                 | Louis Blouwe ‏                     | لم يكمل السباق                    |
| 3                                 | تيموثي دوبونت                     | 51                                |
| 4                                 | Milan Menten ‏                     | 15                                |
| 5                                 | Laurenz Rex ‏                      | 24                                |
| 6                                 | Mathijs Paasschens ‏               | 80                                |
| 7                                 | Tom Wirtgen ‏                      | 93                                |

| Quick-Step Alpha Vinyl QST | Quick-Step Alpha Vinyl QST | Quick-Step Alpha Vinyl QST |
| -------------------------- | -------------------------- | -------------------------- |
| م                          | عداء                       | مرتبة                      |
| 11                         | Iljo Keisse ‏               | 105                        |
| 12                         | ماورو شميد                 | 22                         |
| 13                         | Stijn Steels ‏              | 106                        |
| 14                         | Jannik Steimle ‏            | 10                         |
| 15                         | Bert Van Lerberghe ‏        | 4                          |
| 17                         | Ethan Vernon ‏              | 11                         |

| Bora-Hansgrohe BOH | Bora-Hansgrohe BOH | Bora-Hansgrohe BOH |
| ------------------ | ------------------ | ------------------ |
| م                  | عداء               | مرتبة              |
| 21                 | Shane Archbold ‏    | 74                 |
| 22                 | باتريك غامبر       | 32                 |
| 23                 | يوناس كوخ          | 12                 |
| 24                 | Martin Laas ‏       | لم يكمل السباق     |
| 25                 | Jordi Meeus ‏       | لم يبدأ            |
| 26                 | لوكاس بوستلبيرغر   | لم يكمل السباق     |
| 27                 | Matt Walls ‏        | لم يكمل السباق     |

| UAE Team Emirates UAD | UAE Team Emirates UAD | UAE Team Emirates UAD |
| --------------------- | --------------------- | --------------------- |
| م                     | عداء                  | مرتبة                 |
| 31                    | روي أوليفيرا          | 37                    |
| 32                    | باسكال أكرمان         | 9                     |
| 33                    | Finn Fisher-Black ‏    | 108                   |
| 34                    | فيليكس جروس           | 67                    |
| 35                    | فيجارد ستيك لاينجن    | 60                    |
| 36                    | جويل سوتير            | 112                   |
| 37                    | Oliviero Troia ‏       | 61                    |

| Trek-Segafredo TFS | Trek-Segafredo TFS | Trek-Segafredo TFS |
| ------------------ | ------------------ | ------------------ |
| م                  | عداء               | مرتبة              |
| 41                 | جون ابرستوري       | 92                 |
| 42                 | Marc Brustenga ‏    | لم يكمل السباق     |
| 43                 | Jakob Egholm ‏      | لم يكمل السباق     |
| 44                 | Daan Hoole ‏        | 82                 |
| 45                 | Emīls Liepiņš ‏     | 77                 |
| 46                 | Otto Vergaerde ‏    | 30                 |

| Groupama-FDJ GFC | Groupama-FDJ GFC         | Groupama-FDJ GFC |
| ---------------- | ------------------------ | ---------------- |
| م                | عداء                     | مرتبة            |
| 51               | Lewis Askey ‏             | 13               |
| 52               | Clément Davy ‏            | 44               |
| 53               | ماثيو لاداجنوس           | 35               |
| 54               | Fabian Lienhard ‏         | 29               |
| 55               | مايلز سكوتسون            | 27               |
| 56               | Samuel Watson (cyclist) ‏ | 59               |
| 57               | Bram Welten ‏             | 5                |

| Intermarché-Wanty-Gobert Matériaux IWG | Intermarché-Wanty-Gobert Matériaux IWG | Intermarché-Wanty-Gobert Matériaux IWG |
| -------------------------------------- | -------------------------------------- | -------------------------------------- |
| م                                      | عداء                                   | مرتبة                                  |
| 61                                     | Boy van Poppel ‏                        | 14                                     |
| 62                                     | Julius Johansen ‏                       | 78                                     |
| 63                                     | Barnabás Peák ‏                         | 25                                     |
| 65                                     | Gerben Thijssen ‏                       | 21                                     |
| 66                                     | Kévin Van Melsen ‏                      | 47                                     |
| 67                                     | Tom Devriendt ‏                         | 109                                    |

| Israel-Premier Tech IPT | Israel-Premier Tech IPT | Israel-Premier Tech IPT |
| ----------------------- | ----------------------- | ----------------------- |
| م                       | عداء                    | مرتبة                   |
| 71                      | رودي باربير             | 48                      |
| 72                      | جينثي بيرمانز ‏          | 16                      |
| 73                      | Marco Frigo ‏            | 56                      |
| 74                      | تاج جونز ‏               | 52                      |
| 75                      | Antonio Puppio ‏         | 57                      |
| 76                      | قاي ساقيف               | 96                      |
| 77                      | توم فان أسبروك          | 17                      |

| Cofidis COF | Cofidis COF               | Cofidis COF |
| ----------- | ------------------------- | ----------- |
| م           | عداء                      | مرتبة       |
| 81          | بيت اليجارت               | 19          |
| 82          | Wesley Kreder ‏            | 58          |
| 83          | André Carvalho (cyclist) ‏ | 31          |
| 84          | Kenneth Vanbilsen ‏        | 85          |
| 85          | Jelle Wallays ‏            | 76          |
| 86          | ماكس والشيد               | 2           |

| لوتو سودال LTS | لوتو سودال LTS      | لوتو سودال LTS |
| -------------- | ------------------- | -------------- |
| م              | عداء                | مرتبة          |
| 91             | فكتور كامبنارتس     | 26             |
| 92             | ارنو دي لاي         | 3              |
| 93             | Cédric Beullens ‏    | 42             |
| 94             | ميكل شوارزمان       | لم يكمل السباق |
| 95             | توماس دي جيندت      | لم يكمل السباق |
| 96             | سيباستيان غرينيار ‏  | 98             |
| 97             | Florian Vermeersch ‏ | 45             |

| Team DSM DSM | Team DSM DSM             | Team DSM DSM   |
| ------------ | ------------------------ | -------------- |
| م            | عداء                     | مرتبة          |
| 101          | سيس بول                  | لم يكمل السباق |
| 102          | Pavel Bittner ‏           | 38             |
| 103          | Leon Heinschke ‏          | 110            |
| 104          | Jonas Iversby Hvideberg ‏ | 40             |
| 105          | Niklas Märkl ‏            | 33             |
| 106          | سام ويلسفورد             | 50             |
| 107          | Casper van Uden ‏         | 62             |

| Alpecin-Fenix AFC | Alpecin-Fenix AFC                | Alpecin-Fenix AFC |
| ----------------- | -------------------------------- | ----------------- |
| م                 | عداء                             | مرتبة             |
| 111               | تيم ميرلير                       | 1                 |
| 112               | فلوريس دي تير                    | 64                |
| 113               | Maurice Ballerstedt ‏             | 81                |
| 114               | ألكسندر كرايغر                   | 113               |
| 115               | إدوارد بلانكايرتإدوارد بلانكايرت | 54                |
| 116               | Scott Thwaites ‏                  | 34                |
| 117               | Fabio Van den Bossche ‏           | لم يكمل السباق    |

| فيتال كونسبت ‏ BBK | فيتال كونسبت ‏ BBK  | فيتال كونسبت ‏ BBK |
| ----------------- | ------------------ | ----------------- |
| م                 | عداء               | مرتبة             |
| 122               | سيريل غوتييه       | 39                |
| 123               | كوينتين جوريغوي    | 53                |
| 124               | بيير باربييه       | 8                 |
| 125               | Raphaël Parisella ‏ | 89                |
| 126               | Adrien Lagrée ‏     | 91                |
| 127               | ميغيل هايدمان ‏     | 72                |

| Bardiani CSF Faizanè BCF | Bardiani CSF Faizanè BCF | Bardiani CSF Faizanè BCF |
| ------------------------ | ------------------------ | ------------------------ |
| م                        | عداء                     | مرتبة                    |
| 131                      | إنريكو باتاغلين          | 100                      |
| 132                      | Johnatan Cañaveral ‏      | لم يكمل السباق           |
| 133                      | Luca Colnaghi ‏           | 102                      |
| 135                      | Alessandro Santaromita ‏  | لم يكمل السباق           |
| 136                      | Enrico Zanoncello ‏       | لم يكمل السباق           |
| 137                      | Samuele Zoccarato ‏       | 111                      |

| Human Powered Health HPM | Human Powered Health HPM | Human Powered Health HPM |
| ------------------------ | ------------------------ | ------------------------ |
| م                        | عداء                     | مرتبة                    |
| 141                      | روبن كاربنتر             | 104                      |
| 142                      | Pier-André Côté ‏         | 90                       |
| 143                      | أوقست جنسن               | 68                       |
| 144                      | كيج هيشت                 | لم يكمل السباق           |
| 145                      | كولن جويس                | 103                      |
| 147                      | Nickolas Zukowsky ‏       | 28                       |

| سبورت فلاندرين بالويس ‏ SVB | سبورت فلاندرين بالويس ‏ SVB | سبورت فلاندرين بالويس ‏ SVB |
| -------------------------- | -------------------------- | -------------------------- |
| م                          | عداء                       | مرتبة                      |
| 151                        | Ruben Apers ‏               | 83                         |
| 152                        | Vito Braet ‏                | 65                         |
| 153                        | غيليس دي وايلد ‏            | 49                         |
| 154                        | آرنه ماريت ‏                | 46                         |
| 155                        | Aaron Van Poucke ‏          | 95                         |
| 156                        | Kenneth Van Rooy ‏          | 20                         |
| 157                        | Aaron Verwilst ‏            | 69                         |

| Arkéa-Samsic ARK | Arkéa-Samsic ARK   | Arkéa-Samsic ARK |
| ---------------- | ------------------ | ---------------- |
| م                | عداء               | مرتبة            |
| 161              | هوغو هوفستيتر      | 7                |
| 162              | Christophe Noppe ‏  | 55               |
| 163              | Benjamin Declercq ‏ | 23               |
| 164              | Dayer Quintana ‏    | 84               |
| 165              | Markus Pajur ‏      | 75               |
| 166              | ميشيل رييس         | لم يكمل السباق   |
| 167              | Kévin Vauquelin ‏   | 36               |

| أونو-إكس موبيليتي ‏ UXT | أونو-إكس موبيليتي ‏ UXT | أونو-إكس موبيليتي ‏ UXT |
| ---------------------- | ---------------------- | ---------------------- |
| م                      | عداء                   | مرتبة                  |
| 171                    | كريستوفر هالفورسن      | 97                     |
| 172                    | Tord Gudmestad ‏        | 70                     |
| 173                    | لاسي نورمان هانسن      | لم يكمل السباق         |
| 174                    | Morten Hulgaard ‏       | 63                     |
| 175                    | أندرس سكارسيث          | 43                     |
| 176                    | راسموس تيلر            | 6                      |
| 177                    | Søren Wærenskjold ‏     | 18                     |

| سوبرانو هام ايزوريكس ‏ TIS | سوبرانو هام ايزوريكس ‏ TIS | سوبرانو هام ايزوريكس ‏ TIS |
| ------------------------- | ------------------------- | ------------------------- |
| م                         | عداء                      | مرتبة                     |
| 181                       | Maxime De Poorter ‏        | 99                        |
| 182                       | Andreas Goeman‏            | 71                        |
| 183                       | Sander Lemmens‏            | 79                        |
| 184                       | Elias Van Breussegem ‏     | 107                       |
| 185                       | Brent Van De Kerkhove ‏    | 88                        |
| 186                       | Kobe Vanoverschelde‏       | 87                        |
| 187                       | Thibau Verhofstadt‏        | 101                       |

| Minerva Cycling Team ‏ MCT | Minerva Cycling Team ‏ MCT | Minerva Cycling Team ‏ MCT |
| ------------------------- | ------------------------- | ------------------------- |
| م                         | عداء                      | مرتبة                     |
| 191                       | Enrico Dhaeye‏             | 86                        |
| 192                       | Gil D'Heygere ‏            | لم يكمل السباق            |
| 193                       | Thomas Joseph ‏            | 73                        |
| 194                       | Stefano Museeuw ‏          | لم يكمل السباق            |
| 195                       | Kasper Saver ‏             | 66                        |
| 196                       | Matthew Van Schoor‏        | 94                        |
| 197                       | Thimo Willems ‏            | لم يكمل السباق            |

## التصنيف العام النهائي
| التصنيف العام         | التصنيف العام       | التصنيف العام | التصنيف العام          | التصنيف العام |
| العداء                | العداء              | البلد         | الفريق                 | الوقت         |
| --------------------- | ------------------- | ------------- | ---------------------- | ------------- |
| 1                     | تيم ميرلير          | بلجيكا        | البيسين فينيكس         | 4 س 20 د 04 ث |
| 2                     | ماكس والشيد         | ألمانيا       | كوفيديس                | + 0 ث         |
| 3                     | ارنو دي لاي         | بلجيكا        | لوتو سودال             | + 0 ث         |
| 4                     | Bert Van Lerberghe ‏ | بلجيكا        | Quick-Step Alpha Vinyl | + 0 ث         |
| 5                     | Bram Welten ‏        | هولندا        | Groupama-FDJ           | + 0 ث         |
| مصدر: ProCyclingStats |                     |               |                        |               |

## وصلات خارجية
- الموقع الرسمي
- لمحة عن سباق سباق نوكير كويرز 2022 على موقع  ProCyclingStats   (برو  سايكلنج  ستاتس) - إحصاءات  محترفي  الدراجات.
- سباق نوكير كويرز 2022 على موقع إحصائيات الدراجات الإحترافية (الإنجليزية)